# Рорик, Изабель Скотт
Изабель Скотт Рорик (англ. Isabel Scott Rorick, 1900 — 1967) — американская писательница, известная своей комедийной книгой «Мистер и миссис Кугат», которая в 1941 году вошла в десятку самых продаваемых книг в США.
Рорик родилась в Толидо, штат Огайо, в 1900 году. Её участие в информационном бюллетене местной Юношеской лиги в середине 1930-х годов в конечном итоге привело к тому, что она опубликовала вымышленные зарисовки для национального издания Юношеской лиги. Её рассказы о супружеской паре Кугат, молодом управляющем банком и его жене вызвали интерес у издательства Houghton Mifflin, и десять набросков с иллюстрациями были опубликованы в октябре 1940 года под названием «Мистер и миссис Кугат, хроника счастливого брака». Она стала одной из самых продаваемых книг 1941 года. В 1942 году по нему также был снят фильм «Нужны ли мужья?» с Рэем Милландом и Бетти Филд в роли Кугатов.
Рорик опубликовала последующий сборник рассказов о Кугатах «Вне Эдема» в ноябре 1945 года. В 1948 году на CBS Radio дебютировало радиошоу «Мой любимый муж», основанное на рассказах о Кугатах. Люсиль Болл и Ричард Деннинг играли в Кугатах, хотя вскоре их фамилия была изменена на Купер, чтобы избежать путаницы с руководителем оркестра Шавьером Кугатом. Когда CBS попросила Болл сделать телевизионную версию шоу, она настояла на том, чтобы её муж Деси Арнас сыграл мужа её героини в сериале. Поскольку Арнас не мог справиться с ролью банкира со Среднего Запада, шоу было переработано и превратилось в «Я люблю Люси».
Муж Рорик, Сейлан Х. Рорик, банкир Спитцер-Рорик Траст и Сберегательного банка Толидо, умер в июне 1958 года. Изабель Рорик умерла в 1967 году. Они похоронены на кладбище Вудлон в Толидо. У пары было двое детей, Хортон и Элизабет (Мими).